# Giacomo Montagano
Giacomo Montagano († 1477) war ein italienischer Adliger und Condottiere, Graf von Montagano und Herr von Campolieto, Frosolone, Limosano, Lupara, Matrice und San Giuliano di Puglia.

## Leben
Als junger Mann schlug er in der Söldnertruppe von Jacopo Caldora eine militärische Laufbahn ein und nahm 1424 am Krieg von Aquila gegen Braccio da Montone teil.
Als Caldora 1439 starb, wechselte er auf die Seite der Aragonier von Alfons V. von Aragón und nahm auch an dessen Krönung zum König des Königreichs Neapel im Jahr 1442 teil. Im Auftrag des neuen Herrschers kämpfte er zusammen mit Paolo di Sangro und Giovanni Antonio Orsini del Balzo gegen die aufständischen Barone in den Marken und Abruzzen. Trotz einiger Erfolge wurde er 1459 von Alfonsos Nachfolger, Ferdinand von Aragon, nicht in seiner militärischen Führung bestätigt. So kehrte er in den Dienst der Anjou zurück.
Um 1460 gab er vor, mit Deifobo dell’Anguillara und Marino Marzano aus dem Lager der Anjou übergelaufen zu sein, und als er im aragonesischen Lager bei Teano ankam, bat er um eine Unterredung mit Ferdinand, die er auch erhielt. Nachdem er die Anführer Giovanni I. Ventimiglia und Gregorio Coreglia in Schach gehalten hatte, versuchten die drei, den Herrscher zu ermorden. Das Attentat scheiterte, als bewaffnete Männer des Königs herbeieilten und die drei in die Flucht schlugen.
In den folgenden Jahren kämpfte er zusammen mit den Condottieri Antonio Caldora, Cola di Monforte-Gambatesa, Carlo di Monforte-Gambatesa, Jacopo Capece Galeota, Carlo di Sangro und Orso Orsini weiter gegen die Aragonesen.
Im Juni 1464 verteidigte er zusammen mit Mariano Savelli die von den Aragoniern belagerte Grafschaft Venafro. Nachdem er zur Kapitulation gezwungen worden war, wurde er in das Castel Nuovo in Neapel gebracht, wo ihn der Herrscher zur Verbannung verurteile, wo er 1477 starb. Da er keine Nachkommen hatte, starb seine Familie mit ihm aus.